# Centre Spatial Guyanais

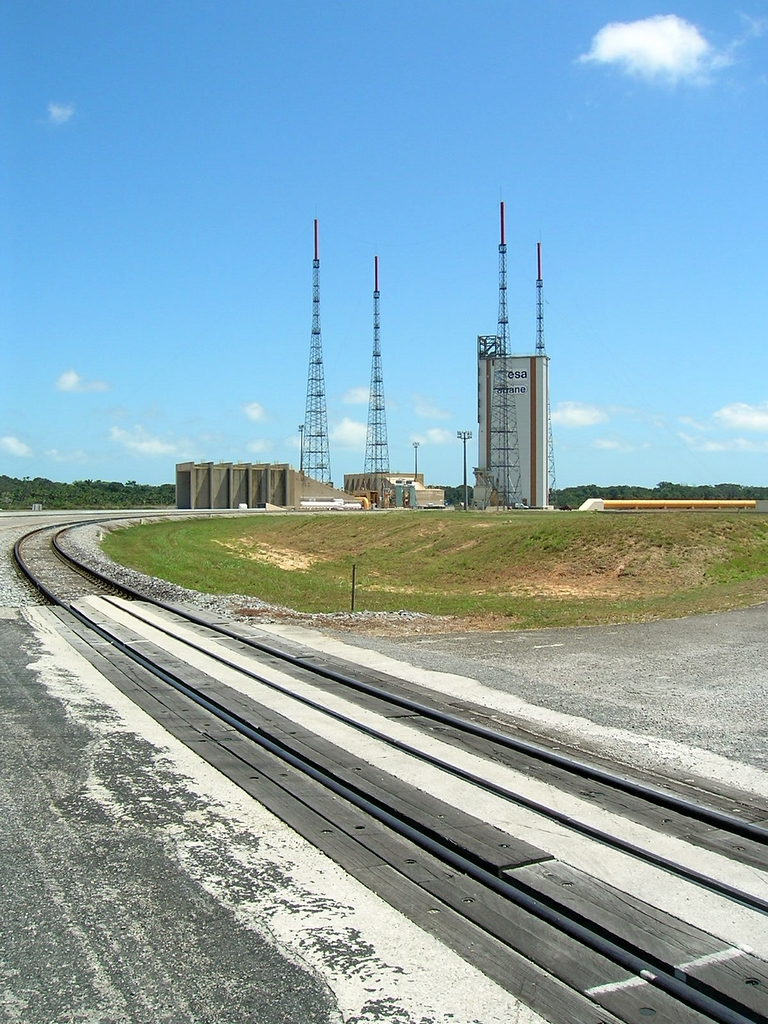
Ariane 5:s uppskjutningsramp

Centre Spatial Guyanais (franska för Guyanska rymdcentrumet) är en fransk/europeisk rymdhamn, där den europeiska rymdorganisationen ESA sköt upp sina Ariane 4- och skjuter upp Ariane 5-raketer, dessutom har Sojuz skjutits upp därifrån år 2011, en ny uppskjutningsramp är byggd för detta. Centre Spatial Guyanais ligger i närheten av Kourou i Franska Guyana. Platsen är idealisk för raketuppskjutningar eftersom den ligger nära ekvatorn och inte är drabbad av orkaner som Cape Canaveral eller av jordbävningar. Ingen bemannad rymdraket har ännu skjutits upp ifrån Franska Guyana. Anläggningen skyddas av franska främlingslegionen som evakuerar närliggande områden i samband med uppskjutningar.

## Historia
1964 började Frankrike planera att bygga en rymdhamn på platsen, för eget bruk efter att ha övergett sin rymdbas i Algeriet i samband med deras självständighet. Anläggningen stod klar 1968. När ESA bildades 1975 erbjöd Frankrike att man skulle dela på anläggningen. ESA står för två tredjedelar av driftkostnaderna.

## ELA 1 (CECLES/ELV)
CECLES byggdes på 1960-talet för Europa II raketer. Endast en uppskjutning av en Europa II genomfördes från denna ramp. Rampen monterades ner och byggdes om för att kunna skjuta upp Ariane 1 raketer. Samtidigt bytte den namn till ELA 1. Fram till 1989 sköts även Ariane 2 och 3 upp från denna ramp. Senare byggdes rampen om för att skjuta upp Vega, även namnet ändrades till Ensemble de Lancement Vega (ELV).

## ELA 2
ELA 2 byggdes för att skjuta upp Ariane 4, användes fram till 2003.

## ELA 3
ELA 3 har sedan 1996 används för att skjuta upp Ariane 5.

## ELA 4
ELA 4 är under uppbyggnad för Ariane 6.

## ELS
Huvudartikel: Soyuz Launch Complex
ELS ligger 10 km norr om ELA 3. Här ifrån skjuter man upp den ryska Sojuz-raketen. Första uppskjutning gjordes den 21 oktober 2011.